# Calliphora toxopeusi
Calliphora toxopeusi är en tvåvingeart som beskrevs av Theowald 1957. Calliphora toxopeusi ingår i släktet Calliphora och familjen spyflugor. Inga underarter finns listade i Catalogue of Life.